# Liste deutschsprachiger Schülerzeitungen
Diese Liste umfasst deutschsprachige Schülerzeitungen, die mit einem Artikel in der Wikipedia vertreten sind.
| Name                | von  | bis  | Ort                | Schule                                      | Bemerkungen                                                                |
| ------------------- | ---- | ---- | ------------------ | ------------------------------------------- | -------------------------------------------------------------------------- |
| Die Ernte           | 1913 | 1914 | Augsburg           |                                             | Hg. Bertolt Brecht                                                         |
| EULE                | 1986 |      | Darmstadt          | Ludwig-Georgs-Gymnasium                     |                                                                            |
| Financial T(’a)ime  | 2004 | 2017 | Tauberbischofsheim | Kaufmännische Schule Tauberbischofsheim     | online                                                                     |
| Der Frühlingssturm  | 1893 | 1893 | Lübeck             | Katharineum zu Lübeck                       | erste deutsche Schülerzeitung, herausgegeben u. a. von Thomas Mann         |
| GAG Times           | 2009 |      | Perleberg          | Gottfried-Arnold-Gymnasium Perleberg        |                                                                            |
| Der Götterbote      | 1985 |      | Hannover           | Sophienschule Hannover                      |                                                                            |
| Innfloh             |      |      | Mühldorf am Inn    | Ruperti-Gymnasium Mühldorf am Inn           |                                                                            |
| Der Insulaner       | 1932 |      | Ratzeburg          | Lauenburgische Gelehrtenschule              |                                                                            |
| Kepler-Kessel       | 1947 |      | Ulm                | Kepler-Gymnasium Ulm                        |                                                                            |
| MediaPaper          | 1995 | 2019 | Schwarzenbek       | Grund- und Gemeinschaftsschule Schwarzenbek |                                                                            |
| OHnE                | 1997 |      | Berlin-Westend     | Heinz-Berggruen-Gymnasium                   |                                                                            |
| PI-Rat              | 1995 |      | Kreis Pinneberg    |                                             | Kreisschülerzeitung                                                        |
| Rückenwind          | 2000 | 2010 | Passau             | Adalbert-Stifter-Gymnasium                  |                                                                            |
| Selmer-Bach-Zeitung | 1998 |      | Selm               | Städtisches Gymnasium Selm                  |                                                                            |
| Sophies Unterwelt   | 2004 |      | Hamburg            | Sophie-Barat-Schule                         | Verkauf auf dem Schulgelände von der Schulleitung verboten                 |
| Der Spargel         | 1989 |      | Laatzen            | Erich-Kästner-Gymnasium                     |                                                                            |
| Umlauf              | 1978 |      | Kassel             | Goethe-Gymnasium Kassel                     |                                                                            |
| Wir diskutieren     | 1960 | 1973 | Innsbruck          | Jugendzentrum MK                            | initiiert vom Leiter der Marianischen Kongregation Innsbruck Sigmund Kripp |
| Wooling             | 2000 |      | Seifhennersdorf    | Oberland-Gymnasium                          |                                                                            |